# Stenopsyche simplex
Stenopsyche simplex är en nattsländeart som beskrevs av Schmid 1959. Stenopsyche simplex ingår i släktet Stenopsyche och familjen Stenopsychidae. Inga underarter finns listade i Catalogue of Life.